# 유나이티드 스테이츠 오브 아메리카 (밴드)
유나이티드 스테이츠 오브 아메리카(영어: The United States of America)는 1967년 미국 로스앤젤레스에서 작곡가 조지프 버드와 보컬리스트 도러시 모스코위츠가 전기 바이올리니스트 고든 마론, 베이시스트 랜드 포브스, 드러머 크레이그 우드슨과 함께 결성한 미국의 익스페리멘털 록 밴드이다. 1968년에 발매한 동명의 음반은 종종 록 음악에 전자 음악을 접목한 초기 예시로 언급되며 평론가들의 찬사를 받았다.
밴드의 사운드는 사이키델릭 음악과 아방가르드에 기반을 두고 있다. 밴드에는 기타 연주자가 없었으나, 대신 신시사이저를 포함한 현악기, 키보드 및 전기 장치, 링 모듈레이터 등 다양한 오디오 프로세서를 사용했다. 노래의 많은 가사는 버드의 좌파 성향의 정치적 견해를 반영했다. 올뮤직은 밴드를 "60년대 후반 가장 혁명적인 밴드 중 하나"라고 평했다.

## 음반 정보

### 정규 음반
- 《The United States of America》 (미국 181위)

### 싱글
- 〈The Garden of Earthly Delights〉 / 〈Love Song for the Dead Ché〉 (CBS 3745, 영국, 1968)
- 〈Hard Coming Love〉 / 〈Osamu's Birthday〉 (Sundazed, 2004)